# Sexualité dans Star Trek
 (août 2016).
 (août 2023).
La sexualité est un thème important dans les séries télévisées et les longs-métrages de l'univers de Star Trek.
Dans les premières séries Star Trek, les relations sexuelles sont pour la plupart hétérosexuelles. Quelques relations bisexuelles ont été mises en scène, mais toujours dans le cadre d'un artifice narratif (par exemple, l'utilisation de personnages issus d'un univers parallèle, au lieu des « vrais » personnages, ou encore le couple de femmes Trill Dax et Kahn (dans l'épisode L'interdit) couple hétérosexuel dans leurs vies antérieures). Des relations inter-espèces et inter-ethniques ont été souvent représentées. Comparativement, un assez large spectre est exploré pour ce qui est de la monogamie, de la polygamie, et du mariage. Dans la mesure où la sexualité peut conduire à la reproduction, certaines intrigues ont montré la possibilité d'avoir des enfants dans une relation inter-espèces, ainsi que les préjugés que les enfants ont à subir dans leurs sociétés parentes. Ces représentations reflètent les opinions contemporaines des Américains de culture urbaine face à la sexualité, d'abord pendant les années soixante et puis durant les dernières décennies du XXe siècle.
Depuis la reprise de séries Star Trek en 2017, la représentation des sexualités évolue fortement, ces séries comportant des personnages importants bisexuels, gays, lesbiens et non-binaires.

## Mariage
Les nombreuses espèces importantes dans Star Trek  ont principalement des unions conjugales monogames et hétérosexuelles. Les principaux personnages mariés les uns aux autres comprennent Keiko et Miles O'Brien, Worf et Jadzia Dax, Leeta et Rom, Tom Paris et B'Elanna Torres, William Riker et Deanna Troi, ainsi que Jean-Luc Picard et Beverly Crusher (dans le futur de l'univers parallèle de l'épisode Toutes les Bonnes Choses...). D'autres personnages, dont l'histoire note qu'ils sont ou ont déjà été mariés, comprennent Leonard McCoy (divorcé à la fois avant la série originale et avant les événements de Star Trek, il se remarie au cours de la série originale), Beverly Crusher (veuve avant le début de Star Trek : The Next Generation), Katherine Pulaski, Benjamin Sisko, Tuvok, et T'Pol. Le Docteur, un hologramme, vit avec sa propre famille holographique et se marie à une femme humaine dans l'univers parallèle de l'épisode La Fin du Jeu. James Kirk, aux prises avec des pertes de mémoire, épouse une femme autochtone d'Amérique, Miramanee. Le mariage dure plusieurs mois, jusqu'à la mort de Miramanee. Le mariage de deux membres de l'équipage commence mais est interrompu dans l'épisode Zone de terreur.
L'épisode Nouvel Échelon de La Nouvelle Génération met en scène deux groupes de colons humains, dont l'un est entièrement constitué de clones montrant des anomalies génétiques, à qui l'on a dit qu'ils devaient se résoudre au polyamour, ou au moins à une monogamie moins stricte, pour demeurer viables génétiquement. Le docteur Pulaski conseille à chaque femme d'avoir un enfant de trois hommes différents et à chaque homme, d'avoir un enfant avec trois femmes différentes afin d'assurer une diversité génétique suffisante à leur survie.
Dans l'épisode de La Nouvelle Génération, Une journée de Data (diffusé en 1991), Data mentionne que les mariages boliens nécessitent trois personnes. En 1999, l'épisode de Star Trek : Deep Space Nine, Champ de feu fait référence à ceci, alors de Dax mentionne qu'un homme bolien décédé avait un co-mari, en plus d'une épouse.
Le premier personnage principal à faire partie d'un mariage avec polyamour a été Phlox, la médecin dénobulien à bord de l'Enterprise (NX-01) de la télésérie Enterprise. Il a trois épouses qui, à leur tour, ont chacune deux autres maris en plus de lui, et ces mariages sont ouverts, c'est-à-dire que les époux sont libres de poursuivre des relations sexuelles avec d'autres. De fait, une des femmes de Phlox visite l'Enterprise dans l'épisode Contamination et flirte ouvertement avec Trip Tucker.

## Sexualité hors mariage
La plupart des relations dans lesquelles les officiers de la Fédération prennent part sont brèves, non maritales. Ces officiers sont des monogames sériels, et ont souvent des relations ne durant pas plus d'un épisode. William Riker en est un exemple. Dans le film Star Trek Générations, Kirk se souvient de sa petite amie de deux ans, Antonia, et regrette de ne jamais l'avoir épousée. Dans l'anomalie temporelle du Nexus, une seconde chance s'offre à lui et il décide de l'épouser. En réalité, le Nexus n'est pas réel et le mariage n'a jamais eu lieu.
Certains personnages ont eu des enfants hors mariage. David Marcus, le fils de Kirk et Alexandre Rozhenko, le fils de Worf, sont tous deux nés de parents non mariés.
Les Deltans, une race présentée dans le premier film Star Trek, est si profondément sexuelle que ses membres doivent prêter serment de célibat au moment d'entrer dans la Fédération pour éviter de nuire aux non-Deltans servant à leurs côtés.
Les chefs religieux, comme dans la réalité, ne sont pas nécessairement astreints au célibat dans l'univers de Star Trek. Sur le monde profondément religieux de Bajor, par exemple, les chefs spirituels peuvent prendre part à des relations sexuelles non conjugales sans encourir de désapprobation religieuse.

## Relations interraciales

### Les Descendants
Cet épisode est souvent cité comme le « premier baiser interracial » montré à la télévision, entre James T. Kirk (William Shatner) et le lieutenant Uhura (Nichelle Nichols), mais ce n'est pas tout à fait exact. William Shatner rappelle en effet dans Star Trek Memories que NBC a insisté pour que leurs lèvres ne se touchent jamais (la technique consistant à tourner la tête à la caméra a été utilisée pour dissimuler ceci) ; de plus, l'épisode montre la baiser comme involontaire, forcé par télékinésie. Cependant, Nichelle Nichols insiste dans son autobiographie Beyhond Uhura (écrite en 1994, après le livre de Shatner) que le baiser était réel, même dans les plans où sa tête cache ses lèvres.
Le terme « interracial » est utilisé dans ce contexte pour désigner les acteurs noirs et blancs. Star Trek avait également présenté un baiser interracial entre William Shatner et l'actrice franco-vietnamienne France Nuyen dans « Hélène de Troie », mais ceci n'avait attiré aucun commentaire. Par ailleurs, Nancy Sinatra et Sammy Davis, Jr se sont embrassés dans une émission spéciale de 1967 présentée sur NBC-TV intitulée Movin' With Nancy. À la télévision britannique, un baiser interracial avait été montré encore plus tôt, à la fois en 1964, dans un épisode du roman savon de grande écoute Emergency – Ward 10, et en 1962, dans une dramatique télévisée en direct, You in Your Small Corner.
Malgré cela, lorsque les dirigeants de NBC ont eu vent du baiser planifié, ils ont redouté l'ire des diffuseurs conservateurs du Sud des États-Unis. En 1968, NBC avait exprimé les mêmes inquiétudes à propos d'un numéro musical dans une émission spéciale de Petula Clark dans laquelle elle touchait le bras de Harry Belafonte, la première occasion d'un contact physique direct à la télévision américaine entre un homme et une femme de races différentes. Au cours des négociations qui ont suivi, on a soulevé l'idée de montrer Spock embrasser Uhura, mais William Shatner a insisté pour qu'ils respectent le scénario d'origine[citation nécessaire]. NBC a finalement demandé que les deux versions de la scène soient tournées—celle où Kirk et Uhura s'embrassent et celle sans baiser. Après le succès du tournage de la première version de la scène, Shatner et Nichelle Nichols ont délibérément raté chaque prise de la seconde version, forçant ainsi la diffusion du baiser.  Nichelle Nichols écrit : « Sachant bien que Gene était déterminé à diffuser la version du vrai baiser, Bill me secouait et menaça avec son débit caractéristique, excessivement saccadé: « JE! NE! T'EMBRASSERAI! PAS! JE! NE! T'EMBRASSERAI! PAS! » « La scène était absolument épouvantable, et nous étions hilares et ecstatiques. Le metteur en scène était hystérique, mais quand même déterminé à tourner la version sans baiser. Alors on a répété le même manège, et ça s'est bien passé. « Coupé! C'est bon! » Le lendemain on a montré les épreuves de tournage et, même si j'y assistais rarement, je ne pouvais manquer cette session-là. Tout le monde regardait alors que Kirk et Uhura s'embrassaient, s'embrassaient et s'embrassaient encore. Et je voudrais clarifier une chose : même si Kirk et Uhura résistaient de leur mieux, ils s'embrassaient dans chaque scène de la séquence. Quand la version sans baiser est passée, tout le monde dans la salle s'est mis à rire. Le dernier plan, qui avait l'air ok lors du tournage, montrait en fait Bill qui louchait spectaculairement. C'était grotesque et tout simplement mauvais, et donc inutilisable. La seule option était de couper la scène complètement, mais c'était impossible sans ruiner l'épisode au complet. Finalement, les dirigeants ont cédé : « Et puis tant pis. Allons-y avec le baiser. » Je pense qu'ils pensaient que la série allait être annulée de toute façon dans quelques mois. Et donc le baiser est resté. »
Il n'y a eu, cependant, que quelques plaintes seulement à propos de la scène. Nichelle Nichols observe que Les Descendants, diffusé en novembre 1968 « a reçu un accueil énorme. Nous avons reçu l'un des plus grands paquets de courrier de fans, entièrement positif, avec beaucoup de lettres me demandant ce que j'avais ressenti lors de mon baiser avec le capitaine Kirk, et beaucoup de lettres adressées à Shatner demandant comment il se sentait, lui, de m'avoir embrassée. Il est intéressant de noter, cependant, que presque personne n'a trouvé le baiser scandaleux, à l'exception d'une seule missive un peu négative adressée par un Blanc du Sud des États-Unis. » Nichols note que « pour moi, le plus mémorable épisode de notre dernière saison était Les Descendants. ».

### Relations interraciales dans les séries subséquentes
Des relations entre des humains de races différentes ont été mises en scène dans les séries télévisées plus récentes, par exemple le mariage de Keiko O'Brien, Asiatique (Japonaise), avec Miles O'Brien, Européen (Irlandais).

### Accouplement inter-espèces
Les relations entre les personnages d'espèces différentes ont parfois été utilisées comme une parabole sur les relations interraciales.
Comme en témoigne l'existence de Spock, un hybride Vulcain-Humain, l'accouplement inter-espèces fait partie de Star Trek depuis son premier épisode. La série d'origine, sa série animée subséquente, Star Trek ainsi que Star Trek V : L'ultime Frontière contiennent tous des scènes où Spock doit faire face aux conséquences de sa biologie hybride. Les personnages principaux ou récurrents résultant d'une hybridation inter-espèces incluent Deanna Troi dans La Nouvelle Génération, Ziyal dans Deep Space Nine, et B'Elanna Torres et Naomi Wildman dans Voyager. Dans la série Enterprise, l'avant-dernier arc narratif traite de la première progéniture Humaine–Vulcane. Dans « Terra Prime », un enfant cloné de Charles Tucker III et de T'Pol a été utilisé par un groupe politique xénophobe comme une illustration des « dangers » de la reproduction inter-espèces.
Les Humains sont fréquemment impliqués dans les accouplements inter-espèces : Spock, Deanna Troi, K'Ehleyr, Sela, le lieutenant Daniel Kwan (personnage à demi Napéen dans L'Œil de l'Admirateur), B'Elanna Torres et Naomi Wildman sont quelques-uns des personnages de Star Trek ayant un parent humain et un autre non humain.
Dans Deep Space Nine, Worf, un Klingon, et Jadzia Dax, une Trill, ont une relation de nature sexuelle et, plus tard, se marient.
Un exemple d'accouplement sans reproduction a lieu lorsque Data, un androïde, a une aventure sexuelle avec Tasha Yar, une humaine, dans La Nouvelle Génération, dans l'épisode « L'Enterprise en folie ».

## LGBT
En 1992, les directives de création littéraire pour publier un livre de poche sous licence Star Trek expliquent que, lors de la relecture d'une histoire, les éditeurs « ne sont pas intéressés par les livres qui suggèrent autre chose que de l'amitié entre les membres de l'équipage de l'Enterprise. ». Dans le récent redémarrage de la série, on révèle pour la première fois un personnage LGBT : Hikaru Sulu. On le montre vivant avec une enfant et un mari aimant.
Il y a eu des tentatives infructueuses et controversées pour inclure un membre d'équipage LGBT dans l'une des séries télévisées dérivées. La diffusion d'épisodes traitant des droits LGBT a connu les mêmes problèmes. En 1987, le créateur de la série Gene Roddenberry a déclaré qu'il y aurait des personnages gays dans La Nouvelle Génération. Les fans ne s'entendent pas pour conclure si cette promesse a été tenue au cours des séries télévisées dérivées de la série originale. Cependant, des personnages et des relations LGBT figurent dans les séries dérivées ne faisant pas partie du canon de Star Trek, incluant la collection de livres de poche sous licence de la Paramount, ainsi que plusieurs productions réalisées par des fans, sans licence. Le premier film de fan mettant en scène des personnages et des thèmes LGBT est Star Trek: Hidden Frontier.

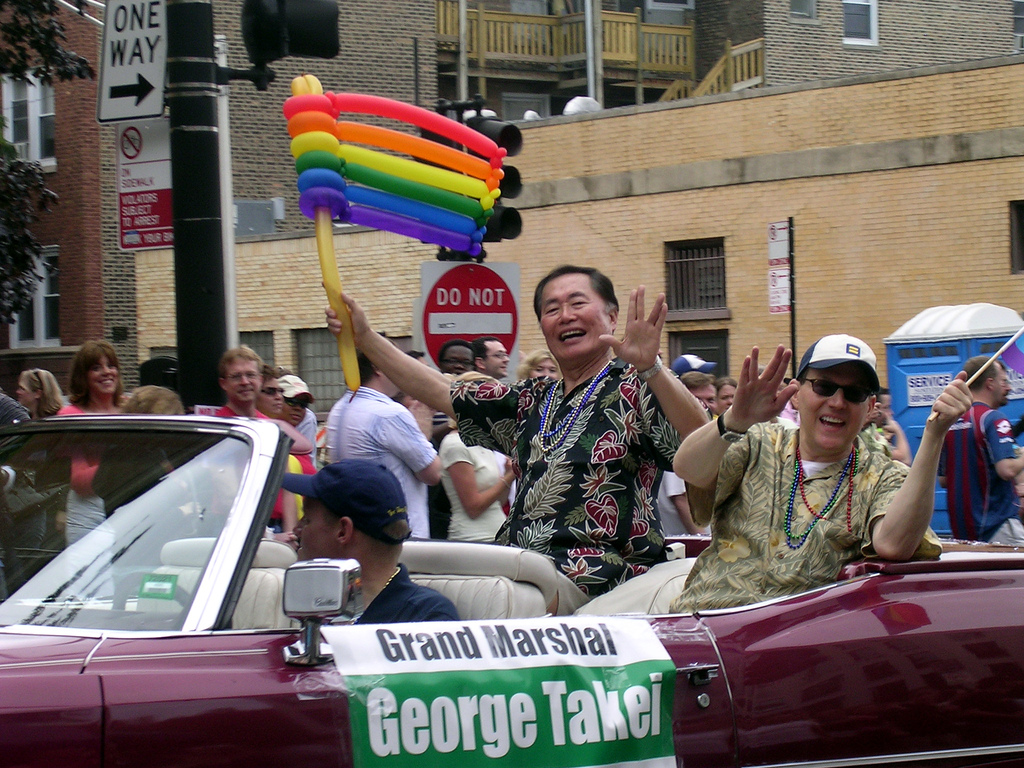
George Takei à une marche des fiertés en 2006.

La série d'origine ne met en scène aucun personnage explicitement LGBT. En 2005, George Takei, interprète du pilote Hikaru Sulu, révèle être gay,. En octobre 2011, Zachary Quinto, interprète de Spock dans les longs métrages de la franchise redémarrée, fait de même. Il a expliqué que, après le suicide de l'adolescente bisexuelle Jamey Rodemeyer, il a réalisé « que vivre une vie gay sans le dire publiquement n'est tout simplement pas assez pour contribuer significativement à l'immense travail qui nous attend pour atteindre une jour l'égalité complète.».
Roddenberry a déjà parlé de ses efforts pour surmonter sa propre homophobie. Dans une interview de 1991 dans The Humanist, il remarque : « Mon attitude envers l'homosexualité a changé. Je suis arrivé à la conclusion que j'avais tort. Je n'ai jamais été quelqu'un qui, dans la rue, harcelait les 'tapettes', comme on les appelait alors. Il m'arrivait, parfois, de dire quelque chose d'anti-homosexuel spontanément, parce que, à l'époque, c'était considéré amusant. Je n'ai jamais vraiment cru ce que je disais, mais je donnais l'impression de quelqu'un d'irréfléchi, sur ces sujets. Après bien des années, j'ai changé mon attitude à propos des hommes et des femmes gays. » Selon The Advocate, Roddenberry avait promis que dans la cinquième saison de TNG (alors encore non réalisée), des membres gays de l'équipage feraient partie du tableau. D'autres stars de la franchise se sont exprimées sur le sujet. Leonard Nimoy (Spock) a apporté son soutien en 1991 dans une lettre au Los Angeles Times en disant: « Il est tout à fait normal que les gays et les lesbiennes apparaissent tout naturellement à bord de l'Enterprise—sans qu'ils soient des objets de commisération ni des attractions mélodramatiques.».
Cependant, Roddenberry est mort peu après ces entrevues et l'idée d'avoir un membre d'équipage gay sur TNG ne s'est jamais matérialisée. Le contrôle de la franchise Star Trek est revenu à Rick Berman. Bien qu'aucun membre d'équipage gay n'ait été mis en scène dans TNG, l'épisode Paria traite de la question de la discrimination sexuelle dans l'univers de Star Trek. L'épisode met en vedette Soren, membre d'une race androgyne, les J'naiis, pour qui le concept de genre sexuel est primitif et offensant. Soren, contrairement à la plupart des autres de sa race, révèle au commandeur Riker qu'elle préfère une identité féminine et qu'elle est attirée par lui. Riker et Soren entament une relation amoureuse secrète, et quand les J'naii la découvrent, Soren est arrêtée et soumise à une "thérapie psychotectique", par laquelle on élimine les éléments de son identité sexuelle. Elle perd alors son attirance pour Riker. L'épisode a été accueilli avec des éloges et des critiques par la communauté LGBT. La critique a estimé que l'épisode sanctionne le lavage de cerveau auquel Soren a été soumise. D'autres estiment que l'équipe créative a abandonné sa responsabilité d'explorer la question. Jonathan Frakes, interprète de Riker, a également souligné que l'épisode n'a pas été assez audacieux, et que Soren, jouée par Melinda Culea, aurait dû paraître plus manifestement de sexe masculin.
En 2008, dans une entrevue, Ronald D. Moore a répondu à la question de savoir pourquoi il y avait peu de personnages homosexuels dans la science-fiction en généra : « Nous avons simplement échoué. C'est quelque chose que nous n'avons pas réussi. Chez Star Trek, nous avions des réponses toutes prêtes lorsqu'on nous demandait les raisons de ces absences. La vérité, c'est que ce n'était pas vraiment une priorité pour nous, l'équipe de production, et c'est donc passé sous le radar. Et puis je pense qu'il y a une certaine inertie qui s'installe lorsque vous n'êtes pas habitués à mettre en scène ce type de personnages dans ces dramatiques, et puis vous n'essayez plus. Quelqu'un doit décider qu'il est important de le faire avant de mettre en scène ces personnages, et je pense que nous en sommes encore à une époque où ces idées sont encore rares : « oui, nous devons inclure ceci dans l'émission ». La science-fiction est simplement un peu en retard sur ces questions, quelles qu'en soient les raisons. » En 2002, Kate Mulgrew (capitaine Janeway) a donné une entrevue à Metrosource évoquant les raisons de l'absence des personnages LGBT dans l'univers télévisuel de Star Trek : « [...] en raison de sa substance politique et potentiellement incendiaire. Je fais aussi partie d'une minorité, en tant que femme. Il a fallu beaucoup de courage de leur part, pour embaucher une femme. Je pense que jusqu'à la fin, ils ont été très sceptiques à ce sujet. C'est une chose de choisir un acteur pour jouer un subordonné noir, asiatique ou une subalterne femme, mais de les faire incarner un leader demande la complète approbation de l'un des plus grands studios du monde. Et cela vaut pour un personnage gay également. Cela nécessite une formidable conscience sociale, de leur part, et la promesse de solidarité et d'unanimité. Je pense que c'est cela qui est probablement à la source du problème de convaincre tous les dirigeants pour une telle décision. » La même année, Mulgrew a déclaré en août à Out in America : « Ainsi, on pourrait penser que Hollywood serait plus ouvert d'esprit à ce point, puisque essentiellement l'ensemble de la ville est gérée par la communauté homosexuelle. Ça n'a pas de sens quand vous y réfléchissez. Non, Star Trek est très étrangement à cheval sur les principes, à cet égard. Rick Berman, qui est un homme très intelligent, a été très ferme à propos de certaines choses. Je l'ai approché à de nombreuses reprises au fil des ans pour inclure un personnage gay dans l'émission — quelqu'un à qui on pourrait vraiment s'attacher, pas seulement un artiste invité. « T'sais, nous avons eu des Noirs, des Asiatiques, nous avons même eu un personnage handicapé — et alors j'ai pensé, cela commence à devenir un peu absurde. » Et il a dit, « En temps et lieu. » Et donc, je soupçonne que c'est avec « Entreprise » qu'ils vont faire quelque chose à ce sujet. Je ne pouvais pas faire ça dans mon émission. Et j'en suis navrée. »

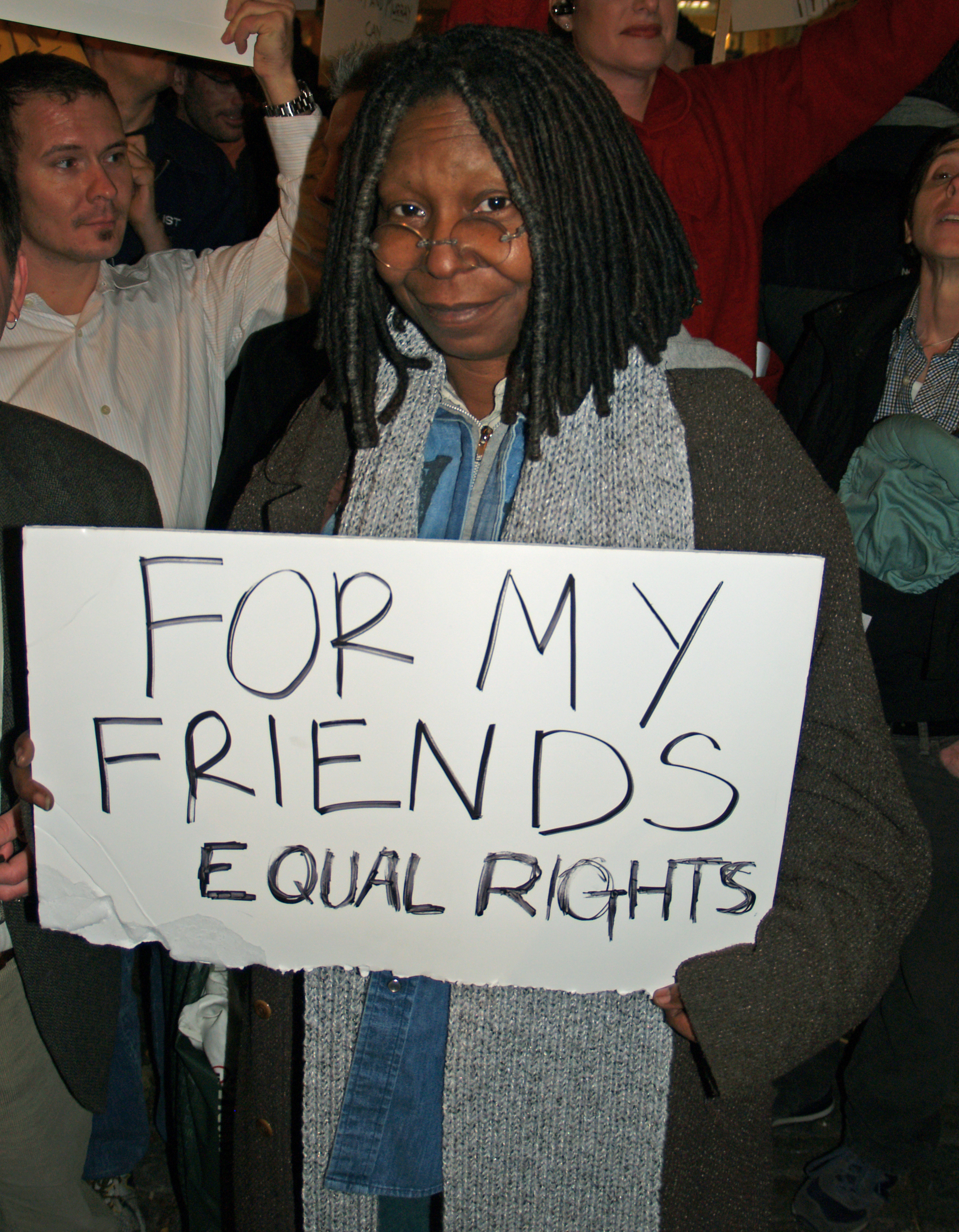
Whoopi Goldberg (Guinan) en 2008

En 1990, dans l'épisode, Paternité, Data crée Lal, une fille androïde, et les autres membres de l'équipage cherchent à lui expliquer la sexualité humanoïde. Selon le recherchiste de La Nouvelle Génération Richard Arnold, Whoopi Goldberg a refusé que son personnage donne une explication exclusivement hétérosexuelle : « Selon le scénario, Guinan était censée commencer sa réplique à Lal ainsi : « Quand un homme et une femme sont amoureux...» et en arrière-plan, il y aurait eu des hommes et des femmes assis à des tables, se tenant par la main [...] Mais Whoopi a refusé la réplique. Elle a dit : « Cette émission est au-delà de cela. La réplique devrait être 'Lorsque deux personnes sont amoureuses.' » » Brannon Braga, en 2011, a parlé des « ...constants échanges à propos de notre illustration de la sexualité dans tout son spectre. Il y avait des gens qui croyaient fermement que nous aurions dû montrer, vous savez, en passant, deux gars ensemble dans l'arrière-plan de Ten Forward. Une décision a été prise de ne pas faire ça et je pense que ces mêmes personnes prendraient une décision différente maintenant, parce que je pense que, vous savez, c'était en 1989, oui, environ 89, 90, 91. Je n'ai aucun doute que ces mêmes créatifs auraient été bien moins hésitants à avoir, vous savez, auraient été bien moins réticents à propos d'une décision comme ça. ». Suggérant que TNG en particulier était sous pression des diffuseurs afin d'être une émission « pour toute la famille », Braga répond en qualifiant la décision de ne pas inclure des personnages LGBT comme une "décision sans clairvoyance". Braga a fait allusion à certains épisodes de TNG et de DS9 où Dax traitait de la non-hétérosexualité de façon métaphorique.
J. J. Abrams a déclaré en 2011 être « franchement choqué de voir que dans toute l'histoire de Star Trek, il n'y a jamais eu de personnages homosexuels dans les séries ». Inclure un personnage gay dans le film « n'était pas dans la liste de mes priorités pour essayer de faire un bon film. Mais cette idée sera désormais en chantier. » Abrams n'a pas promis l'inclusion d'un personnage non hétérosexuel clairement identifiable, mais s'est engagé à proposer l'idée aux scénaristes. En fin de compte, Star Trek Into Darkness n'inclut pas de personnage LGBT. Le 7 juillet 2016, l'annonce a été faite que le film Star Trek Beyond montrerait Hikaru Sulu comme étant dans une relation homosexuelle, où il serait père d'une fille. Cela fera de lui le premier personnage ouvertement gay de la franchise cinéma de Star Trek.

### Épisodes notables
L'Importun (TOS)
Une femme gagne en puissance en se transférant dans le corps de Kirk. Elle gagne en puissance par le rang et, croit-elle, par l'identité sexuelle masculine de Kirk. Elle offre au public son point de vue par le biais de quelques entrées de journal.
De sang et de feu (TNG)
L'auteur de science-fiction David Gerrold était avec Roddenberry, quand ce dernier a promis que Star Trek : La Nouvelle Génération intégrerait des personnages LGBT, et a donc ébauché un script pour un épisode montrant deux hommes de l'équipage en couple, dans le contexte d'une allégorie sur la maltraitance des personnes infectées par le SIDA. Le titre de cet épisode non produit était De sang et de feu (Blood and Fire). Gerrold a depuis dit que, bien que plusieurs personnes de l'équipe de production de TNG et de sa distribution (y compris Roddenberry) étaient en faveur de l'intrigue, elle a rencontré une forte opposition de la part du studio et le scénario n'a jamais été produit. Star Trek : The Next Generation: The Continuing Mission blâme le studio : « une grande partie du changement de la perception du script a résulté des inquiétudes de la Paramount, qui pensait que les épisodes en syndication pourraient bien être montrés à un plus jeune public, dans certains marchés. » Le numéro d'octobre 1992 du magazine Cinefantastique blâme le producteur exécutif Rick Berman. Roddenberry a publiquement soutenu l'idée d'avoir des personnages homosexuels dans la série, et, lors de réunions internes à propos de « De sang et de feu », Herbert Wright le paraphrase ainsi :
« C'est le XXIVe siècle. Arrivé là, tout le monde s'en fout! C'est un problème du XXe siècle et peut-être du XIXe siècle, mais il n'a rien à voir avec le XXIVe siècle. À ce moment-là, c'est vous qui choisissez  qui vous voulez." ». Pourtant, d'autres fans accusent Roddenberry d'hypocrisie en ayant permis aux dirigeants de studio comme Berman et Leonard Maizlish (l'avocat de Roddenberry) de demander les réécritures du script supprimant les personnages gays. Les dirigeants étaient encore inquiets de la réaction du public à un épisode offrant une critique sociale de la réponse jugée hystérique entourant l'épidémie de SIDA. D'autres fans ont suggéré que des jeux de politique interne, incluant un conflit de travail entre Gerrold et Roddenberry, ont empêché la production du script, et non pas l'intolérance ou l'hypocrisie de Roddenberry ou du studio. En 1991, dans un article pour The Advocate, Ernest Over (secrétaire de Roddenberry) a faussement prétendu que le script mettait en scène un couple composé d'un homme efféminé et d'un homme plus masculin. Apparemment, Gerrold a si mal pris cela qu'il a vendu des copies du scénario lors de conventions, afin que les fans puissent juger par eux-mêmes ; il a fait don de la plupart des recettes à l' AIDS Project Los Angeles[citation nécessaire].
Paternité (TNG)
Cet épisode de 1990 met en scène Data créant une progéniture androïde appelée Lal. Data donne une identité sexuelle neutre à Lal, et lui laisse le soin de trouver une apparence avec laquelle elle se sent à l'aise. Lal choisit finalement une forme féminine humanoïde, après avoir décliné la forme d'un homme, d'un Klingon et d'une Andorienne.
Paria (TNG)
En 1992, l'épisode intitulé Paria relate l'histoire du commandeur William Riker (Jonathan Frakes) tombant amoureux de Soren, un membre de l'espèce androgyne J'naii, considérant l'expression de l'identité sexuelle comme une perversion. Quand la liaison entre Riker et Soren est découverte, les J'naii forcent Soren à subir des traitements "psychotectiques". Soren a l'occasion de défendre le droit à l'amour, indépendamment du sexe, de l'identité sexuelle (ou de leur absence). Soren est jouée par l'actrice Melinda Culea, et tous les principaux personnages J'naii sont joués par des femmes, une décision critiquée par Frakes, estimant que Soren aurait dû avoir été jouée par un homme.
L'Interdit (DS9)
La Trill Jadzia Dax (Terry Farrell) a offert aux fans le premier baiser romantique entre personnes de même sexe de Star Trek, à la télévision. Dax a été décrite comme "une femme bisexuelle dans le plus large des sens", et, en tant que Trill avec symbiote, une "hermaphrodite sérielle". L'épisode L'Interdit, datant de 1995, voit Jadzia considérer des retrouvailles avec une autre femme Trill, le Dr Lenara Kahn (Susanna Thompson). À l'origine, le scénario voulait que la docteure Kahn soit jouée par un acteur masculin, mais il a été modifié parce que les producteurs ont estimé que le public comprendrait mieux le tabou Trill violé si la relation impliquait deux femmes. Les symbiotes Dax et Kahn avaient été mariés, à l'époque où le symbiote Dax était joint à un homme et où le symbiote Kahn était joint à une autre femme hôte. Cependant, la réunion des deux Trill serait violer un tabou contre le ré-établissement de relations entre hôtes passés. Lenara quitte à la fin de l'épisode, même si Jadzia veut qu'elle reste. Aucun personnage dans l'épisode ne se formalise du fait que Jadzia et Lenara sont toutes deux des femmes. En fait, le major Kira ne comprend pas pourquoi les deux femmes ne peuvent pas tomber amoureuses l'une de l'autre jusqu'à ce que le Dr Bashir lui explique le tabou Trill.
Contamination (ENT)
Cet épisode fait un commentaire social à propos de la maltraitance des gens affectés par le virus du SIDA. L'épisode Contamination (2003) révèle que la Vulcaine T'Pol (Jolene Blalock) a été infectée par une maladie contractée durant une fusion mentale forcée. Les Vulcains participant à une fusion mentale et  infectés par cette maladie deviennent des parias dans la société vulcaine. De même que le commentaire social sur la pandémie du VIH, quelques parties des dialogues traitent (superficiellement) de la question de la discrimination basée sur la sexualité.
Le capitaine Jonathan Archer (Scott Bakula), critique la société vulcaine pour entretenir ce préjugé fondé sur, selon lui, un « désaccord » sur la façon dont les gens mènent leur vie privée. Lorsqu'un médecin vulcain (Lee Spencer) essentiellement « sort du placard » en tant que membre de la communauté se livrant à ces fusions mentales, son bref discours est similaire à celui fait dans l'épisode Paria de La Nouvelle Génération.
Certains détracteurs[Qui ?] ont souligné que l'épisode n'a été produit que parce que UPN (le réseau sur lequel l'émission était diffusée) demandait aux producteurs de l'ensemble de ses programmes de créer des épisodes ayant pour thèmes le VIH et le SIDA pour le mois de sensibilisation à la journée Mondiale du SIDA. En avril 2003, lors d'un entretien avec Trekweb, Berman a déclaré « Contamination était censé être notre épisode gay, mais on s'est en quelque sorte défilés. »[citation nécessaire]

### Autres exemples
- Lorsque le film Star Trek : Premier Contact (1996) était en production, une rumeur a circulé selon laquelle un membre d'équipage nommé lieutenant Hawk (Neal McDonough) serait identifié comme homosexuel, mais de manière subtile. Le Daily Mail et la Gay & Lesbian Alliance Against Defamation ont rapporté la rumeur, mais Berman a rapidement publié un communiqué de presse niant qu'il y avait un personnage LGBT dans le film. Cependant, le roman d'Andy Mangels et de Michael Martin, Section 31 : Rogue dit que Hawk est un personnage gay[26].
- Dans le livre A Stitch in Time et dans une entrevue pour Amazon.com, l'acteur Andrew Robinson a déclaré qu'il a joué Garak comme si le personnage était bisexuel, alors qu'à d'autres moments, il a déclaré qu'il estimait que Garak était pan-sexuel, ce qui signifie qu'il éprouvait de l'attirance pour les gens indépendamment de leur sexe[29].

### Exemples en dehors du canon deStar Trek

#### Romans et comic books
En réponse apparente aux grandes quantités de fanfiction slash de type Kirk/Spock dominant les publications de fans entre le milieu et la fin des années 1970, des références à la bisexualité se sont introduites dans la novélisation écrite par Gene Roddenberry en 1979 du film Star Trek: le film. En effet, dans l'avant-propos écrit par le personnage de James Kirk, le capitaine évite habilement la confirmation ou le déni d'une relation romantique avec Spock. Dans ce roman, Spock appelle également deux fois Kirk, son 'T'hy'la", un terme qu'une note de bas de page traduit comme « ami ou frère ou amant ». De même, les premiers romans de Star Trek écrits par Vonda N. McIntyre, comme The Entropy Effect, comportait des intrigues secondaires faisant référence à des styles de vie et des vies familiales hors de l'ordinaire. Les novélisations de McIntyre des films La Colère de Khan (1982) et La Recherche de Spock (1984) ont également fait référence, en passant, à de tels thèmes. L'objectif principal de ces références est de montrer que l'orientation sexuelle n'est tout simplement pas un problème et que les personnages se sentent libres de poursuivre les relations qu'ils désirent, indépendamment de leur sexe. Le roman de Della van Hise Killing Time est connu pour son contenu slash à thématique Kirk/Spock (beaucoup plus sexuellement explicite dans la première édition, puis plus tard révisé)[citation nécessaire].
Dans les années 1990, les romans et comic books officiels de Star Trek ont commencé à introduire des membres d'équipage mineurs de Star Trek, des cadets et des officiers, dont on établit l'appartenance à la communauté LGBT. Dans chaque cas, leur orientation sexuelle est considérée comme un trait de personnalité normal, au même titre que la religion, et les seuls problèmes d'homophobie soulevés sont le fait de races extraterrestres, finissant par recevoir une leçon de tolérance. Par exemple, Jeri Taylor (de Voyager) a écrit Pathways, un roman concernant la jeunesse des membres de l'équipage de Voyager. Dans le livre, l'auteure révèle que le personnage de Harry Kim a eu, à un moment donné, un colocataire gay entiché de lui. Cependant, Harry n'a jamais réciproqué, impliqué qu'il était dans les premiers stades d'une relation hétérosexuelle. Aussi, dans les passages se déroulant dans le présent de la série Voyager, deux des membres d'équipage de Voyager (jamais apparus et jamais mentionnés dans la série télévisée) se sont révélés former un couple gay. Ceci est simplement mentionné en passant et n'est pas traité comme une faiblesse de caractère ou un sujet de préoccupation pour les autres membres de l'équipage. De même, le roman d'Andy Mangels et Michael A. Martin intitulé Section 31 : Rogue (2001) a établi que le lieutenant Hawk est gay et a un petit ami nommé Ranul Keru. Keru est apparu dans le roman de DS9 intitulé Worlds of Deep Space Nine : Unjoined et dans la série Titan. L'e-book Starfleet Corps of Engineeers met en scène un personnage principal gay, Bart Faulwell.
Etana Kol et Kristen Richter sont un couple de lesbiennes et sont des personnages de soutien dans la série de romans DS9 Relaunch. Dans le roman Imzadi de Peter David, Lwaxana Troi raconte qu'elle avait été promise dans le cadre d'un mariage arrangé dans sa jeunesse, mais elle ne s'est pas mariée, lorsqu'elle s'est rendu compte qu'il était amoureux de quelqu'un d'autre : « un autre homme ». Elle affirme en outre que le couple de même sexe « constituait un couple plus mignon que le nôtre. » Cela suppose clairement que, soit les couples de même sexe sont acceptés dans la société de Betazed, soit que Lwaxana les accepte (ou les deux).
Les romans de DS9 Relaunch donnent aussi une perspective plus complète de la biologie et de la sexualité andoriennes que celle offerte dans la série en tant que telle. Apparemment, ils ont quatre genres sexuels, dont aucun n'est strictement "masculin" ou "féminin", mais dont deux sont souvent désignés comme mâles et les deux autres, comme femelles, afin de faciliter la compréhension par les espèces à deux genres. Leur processus de reproduction exige que les quatre genres (c'est-à-dire les deux "hommes" et deux "femmes") soient réunis. Même si l'analogie avec la sexualité humaine ne peut être faite, c'est une sexualité alternative intéressante, incluant l'expression d'amour entre des personnages pouvant être perçus par les autres comme étant du même sexe. Les problèmes émotionnels et physiques résultant de cette quadruple liaison jouent un rôle de premier plan dans de nombreux romans de la série.
Dans la série Star Trek: New Frontier de Peter David, le personnage de Burgoyne 172 est hermaphrodite et bisexuel. Il a une brève relation avec le pilote Mark McHenry avant de se mettre en couple avec le Dr Selar et de devenir le père d'un enfant. Dans la même série, l'apparition fugitive du frère de Selar le montre comme un Vulcain gay. Son père désapprouve, mais apparemment pas par préjugé, mais parce qu'il ne voit pas de logique dans le sexe sans procréation.
En outre, beaucoup d'autres livres récents contiennent de petites références à des personnages homosexuels ou bisexuels. Par exemple, la récente série Vanguard met en scène une officière vulcaine dans une relation avec une espionne Klingon déguisée en homme—une action qui, selon la tradition des Klingons, déshonore grandement le Klingon en question. Aussi, le roman de La Nouvelle Génération intitulé The Best and The Brightest, de Susan Wright, montre deux camarades de classe de même sexe à l'Académie Starfleet finissant par tomber amoureux l'un de l'autre. Dans To Reign in Hell, plusieurs couples homosexuels sont aussi mentionnés par l'ennemi juré de Kirk, Khan.
Les directives pour les auteurs voulant écrire des livres sous licence officielle Star Trek déclaraient autrefois qu'il ne fallait pas suggérer des relations autres que de l'amitié entre les membres de l'équipage, mais cette restriction ne s'applique plus.

#### Jeux vidéo
En 1995, Spectrum HoloByte a publié le jeu d'aventure MS-DOS intitulé Star Trek: The Next Generation - A Final Unity, mettant en vedette la voix des artistes de la série télévisée du même nom. Un des niveaux implique l'accès à un monde tropical où les aliens de sexe masculin sont des citoyens de seconde zone, et le commandeur Data fait référence à son enlèvement par le collectionneur d'art dans Les Jouets.
En 2000, Activision a sorti Star Trek: Voyager - Elite Force pour Windows et la PlayStation 2. Le jeu de tir à la première personne, construit avec id Tech 3, permet au joueur de choisir entre des avatars mâles et femelles, quel que soit le genre choisi (le personnage est nommé Alex Munro, un nom androgyne). Un personnage féminin, Telsia Murphy, flirte avec le protagoniste plus tard dans le jeu. La suite publiée en 2003,Star Trek: Elite Force II, continue de mettre en scène Teslia en tant que soupirante potentielle, mais le jeu ne propose plus qu'un Alexander de genre masculin.

### Réception
En 1972, a été publié Grup, le premier zine de Star Trek à thématique sexuelle, sur fond de controverse chez les fans. En 1974, la première « publication publique » de fanfiction slash Star Trek a été présentée dans Grup #3. La fanfiction Kirk/Spock a été le premier couple important pour ce genre de fanfiction.
En 2000, un groupe de fans de Star Trek décident de créer leur propre série à petit budget de Star Trek intitulée Star Trek: Hidden Frontier, et diffuse les épisodes en ligne. La série inclut quelques membres d'équipage gays.
Quand Star Trek: Voyager a commencé sa diffusion, les fans ont créé le « Voyager Visibility Project » (projet de visibilité Voyager) dans un effort pour convaincre les créateurs de la série d'ajouter un membre d'équipage gay ou bisexuel.
Le club a organisé une campagne d'envoi de lettres assez importante pour que, en 1997, le producteur exécutif de Voyager Jeri Taylor suggère que Seven of Nine s'avère lesbienne ou bisexuelle. Cette suggestion faite à l'interne a été divulguée à la presse et au fan club. La Gay & Lesbian Alliance Against Defamation a émis un communiqué de presse saluant la décision de rendre un premier personnage gay dans la série[réf. à confirmer] Toutefois, la Paramount a rapidement émis une déclaration déclarant que Seven of Nine allait être hétérosexuelle. Par la suite, Taylor a expliqué que sa proposition avait été rejetée par un haut supérieur hiérarchique. Cependant, comme dans DS9, Voyager a été en mesure de donner ici et là des indices de sur la sexualité d'un héros ou d'un ennemi, tant que cette dernière n'est pas développée[citation nécessaire].
En 2008, Star Trek : Phase II a diffusé un épisode en deux parties adapté de De sang et de feu de David Gerrold. Il présente deux membres de l'équipage homosexuels. L'enseigne Peter Kirk, le neveu du capitaine Kirk, est décrit comme étant éperdument amoureux du lieutenant Alex Freeman, et les deux prévoient se marier.
En 2005, Craig Young de GayNZ.com a critiqué l'absence de tout personnage principal ou secondaire gay ou une lesbien, au sein des différentes séries télévisées et des films. Il accorde néanmoins que la série s'est montrée plus « inclusive » aux questions transgenres, à travers les péripéties des personnages de l'espèce Trill et de leurs symbiontes. Il a fait valoir que l'invisibilité et l'absence persistantes de ces caractères peut bien avoir conduit au désaveu de la franchise et des histoires dérivées par les Trekkers gays ou des lesbiens. Il compare la franchise défavorablement à des séries comme Doctor Who, Buffy the Vampire Slayer et Babylon 5.
La fanfiction Star Trek: The Web Comic, commencée en 2014, a publié deux histoires comportant des personnages LGBT. La première histoire, "No Good Deed", met en scène une histoire d'amour entre deux hommes : un capitaine et son premier officier. Le site de nouvelles de science-fiction Io9 a publié une critique du comic disant qu'il aborde des sujets que la franchise a rarement touchés, déclarant: « Ce qui est particulièrement nouveau est que l'homosexualité du capitaine Madison est un simple élément de son personnage, et non pas un élément important de l'histoire. La troisième histoire, « Peace in Our Time » met en vedette un couple de lesbiennes. TrekMovie.com a déclaré que le comic « rend vraiment justice au concept IDIC. »

## Sexualité des espèces avec genres extra-terrestres
Certaines histoires de Star Trek mettent en scène des espèces d'un nombre de genres sexuels différents de deux : parfois plus, parfois moins. Occasionnellement, des espèces extra-terrestres à deux genres ont été mises en scène avec des rôles sexuels fort différents de ceux rencontrés chez les êtres humains.
Un exemple notable de ceci est l'épisode d'Enterprise intitulé Le Troisième sexe. L'épisode voit l'équipage rencontrer une nouvelle espèce extra-terrestre à trois sexes et découvre que, selon T'Pol, « les espèces à trois sexes ne sont pas rares » dans la galaxie de Star Trek. Le co-géniteur « neutre » produit une enzyme nécessaire à la reproduction du mâle et de la femelle. Malgré l'importance vitale de son rôle, Tucker estime qu'il vit dans une condition proche de l'esclavage. Il tente de convaincre le co-géniteur neutre de mener une vie plus libre, mais la perspective humaine (à deux sexes) sur la situation confond le co-géniteur et le jette dans un état de confusion mentale profonde. Il finit par se suicider à la fin de l'épisode.
Les espèces androgynes sont également rencontrées dans Star Trek, comme en témoigne l'épisode Paria. L'espèce extra-terrestre mise en vedette trouve les distinctions de genre inappropriées. Il y a également un certain nombre de cas dans lesquels une espèce androgyne a un rôle moins central dans l'intrigue, comme avec les Axanars, dans l'épisode Mission d'exploration.
Une autre épisode d'Entreprise, Les Xyrilliens met en scène la race du même nom. Les fonctions reproductives des hommes et des femmes y sont différentes que chez les espèces à deux sexes. Les hommes ne jouent aucun rôle dans la conception, mais sont responsables de la grossesse et de l'accouchement. L'ovule fécondé est transféré chez le mâle d'une manière n'apparaissant pas comme un acte sexuel pour les êtres humains. Le commandant Tucker devient ainsi partie prenante de la première grossesse inter-espèces de la chronologie de Star Trek. Il est également, selon le T'Pol, le premier homme à devenir enceint.
La sexualité des Trills est compliquée. Bien que les hôtes trills sont manifestement une espèce à deux sexes distincts, le sexe des symbiotes, et leur mode de reproduction, n'ont jamais été expliqués. Un Trill ayant reçu un symbiote, et entré en couple avec des hôtes hommes et femmes, a certains points en commun avec les personnes transgenres humaines. Ce sont cependant les parfaits contraires de l'espèce dans Paria. Ils sont pan-sexuels, et possèdent des souvenirs précis de ce que c'est que d'avoir été de l'autre sexe, ou d'avoir eu une orientation sexuelle différente. L'épisode présente les sanctions  contre la « réassociation » d'un symbiote avec des amants d'un hôte précédent. Les symbiotes dans un nouvel hôte sont encouragés à couper tout contact avec leur ancienne vie, incluant les amants, la famille ou les amis. La société des Trills met l'accent sur la diversité des amoureux, et non pas sur l'identité sexuelle.
Dans l'épisode Tribulations (série originale), le docteur McCoy décrit les tribbles comme « bisexuels ». Le dialogue établit que les tribbles sont hermaphrodites, possédant les caractères masculins et féminins, et naissent enceintes.